# Intimacy (ナイトdeライトのシングル)
『intimacy』（インティマシー）は、ナイトdeライトの通算15枚目のシングル。2020年1月に始まった、12カ月連続CDリリース企画の9枚目。2020年9月25日に発売。

## 概要
ナイトdeライトの14thシングル。
『LEGIT』に続き、2020年の企画「12カ月連続CDリリース」の第9弾。
「12カ月連続CDリリース」でリリースされた各CDタイトルの頭文字を繋げると「Night de Light」となる仕掛けが施されている。

## 収録曲

### リスト
| #         | タイトル     | 作詞       | 作曲・編曲 | 時間 |
| --------- | ------------ | ---------- | ---------- | ---- |
| 1.        | 「爽籟」     | 三橋恵之矩 | 三橋恵之矩 | 4:16 |
| 2.        | 「七つの海」 | 田中満矢   | 田中満矢   | 6:37 |
| 3.        | 「今IMASU」  | 長沢紘宣   | 長沢紘宣   | 4:27 |
| 合計時間: | 合計時間:    | 15:20      |            |      |

### 収録曲について
1. 爽籟
作詞/作曲:三橋恵之矩
読み方は「そうらい」。
三橋が大切な人へ向けて書いた曲。
2. 七つの海
作詞/作曲:田中満矢
田中が、結婚する昔からの知り合いに向けて書いたバラード。
曲中に登場する歌詞「母狐（ははぎつね）」をよくメンバーにいじられている。
3. 今IMASU
作詞/作曲:長沢紘宣
長沢が昔からの友人に向けて書いた曲。
ナイトdeライト初のレゲエ曲。